# Irina Smolnikowa
Irina Smolnikowa (ur. 21 lipca 1980) – kazachska lekkoatletka specjalizująca się w biegach długodystansowych. Olimpijka.
Smolnikowa w 2015 wzięła udział w mistrzostwach świata, gdzie nie ukończyła maratonu. W sierpniu 2016 wystartowała w olimpijskim maratonie – w biegu w Rio de Janeiro uzyskała czas 3:00:31, plasując się na 122. pozycji.
Rekord życiowy: maraton – 2:40:22 (21 września 2014, Moskwa).

## Osiągnięcia
| Rok  | Impreza              | Miejsce        | Konkurencja | Pozycja      | Wynik   |
| ---- | -------------------- | -------------- | ----------- | ------------ | ------- |
| 2015 | Mistrzostwa świata   | Pekin          | maraton     | –            | DNF     |
| 2016 | Igrzyska olimpijskie | Rio de Janeiro | maraton     | 122. miejsce | 3:00:31 |